# Beauty & the Beat
《Beauty & the Beat》는 2018년에 발매된 이달의 소녀의 음반이다.

## 곡 목록
“네이버 뮤직 ::  beauty&thebeat - 이달의 소녀 yyxy”. 2018년 6월 2일에 확인함.